# Analiza conceptuală formală
Analiza conceptuală formală (FCA - Formal concept analysis) este o modalitate de a deriva o ierarhie conceptuală sau o ontologie formală dintr-o mulțime de obiecte și proprietățile acestora. Fiecare concept din ierarhie reprezintă obiectele care partajează o mulțime de proprietăți și fiecare sub-concept din ierarhie reprezintă o submulțime de obiecte (precum și o suprapunere a proprietăților) în conceptele de deasupra acesteia. Termenul a fost introdus de Rudolf Wille în 1981 și se bazează pe teoria matematică a laticelor și a mulțimilor ordonate care a fost dezvoltată de Garrett Birkhoff și alții în anii 1930.